# Joshua Rifkin
Joshua Rifkin (* 22. April 1944 in New York) ist ein US-amerikanischer Pianist, Cembalist, Dirigent und Musikwissenschaftler. Im Jahr 1978 gründete er die Formation The Bach Ensemble. Die Musik-Enzyklopädie Die Musik in Geschichte und Gegenwart (MGG) zählt ihn „zu den bedeutendsten Bach-Interpreten der Gegenwart“.

## Leben und Wirken

### Studium und Karriere
Joshua Rifkin studierte bei Vincent Persichetti auf der Juilliard School mit dem Abschluss B.S. (1964). Weiterführende Studien unternahm er bei Gustave Reese an der New York University (1964–1966) und an der Universität Göttingen (1966–1967). Anschließend studierte er bei Arthur Mendel, Lewis Lockwood, Milton Babbitt und Ernst Oster an der Princeton University. Er schloss seine Studien 1968 mit dem Erwerb des Grades eines Master of Fine Arts (M.F.A.) ab.
Rifkin trat als Dirigent und Solist zusammen mit namhaften Orchestern in den USA, Europa, Israel, Australien und Japan auf. Zu den Orchestern, mit denen er zusammengearbeitet hat, gehören das English Chamber Orchestra, das Scottish Chamber Orchestra und die Israel Camerata Jerusalem; die St. Louis Symphony, die San Francisco Symphony und die Victorian State Symphony Melbourne; das St. Paul Chamber Orchestra, das Los Angeles Chamber Orchestra und das Prager Kammerorchester; das Haydn-Orchester von Bozen und Trient, die Jerusalem Symphony, die Solistas de México, das BBC Concert Orchestra, die City of London Sinfonia, das National Arts Centre Orchestra of Ottawa und die Houston Symphony. Sein Repertoire reicht von Monteverdi über Händel und Mozart zu Richard Strauss und Strawinsky; ebenso wenig fehlen Gershwin, Copland und die jüngste Moderne. Ein weiteres Betätigungsfeld Rifkins sind seine Interpretationen von Ragtime-Musik besonders von Scott Joplin, mit denen er in den 1970er Jahren wesentlich zum Revival der Ragtime-Musik beitrug.

### Aktuelles Schaffen
Die Konzertjahre 2008 bis 2012 waren überwiegend Johann Sebastian Bach gewidmet; sie führten den Musiker in die Bachstädte Weimar und Arnstadt sowie nach Antwerpen, Boston und Japan. Auf dem Programm standen die Brandenburgischen Konzerte, diverse Bachkantaten und die Matthäuspassion mit den Ensembles Cambridge Concentus Boston und Kunitachi Bach Collegium. In der Oberkirche Arnstadt, der Wirkungsstätte von Johann Sebastian Bachs Großonkel Heinrich Bach als Organist von 1641 bis 1692, führte Joshua Rifkin 2009 zwei von ihm rekonstruierte Konzerte Johann Sebastians Bachs auf: Konzert für Oboe, 2 Violinen, Viola und Continuo Es-Dur, rekonstruiert nach BWV 49, 169 und 1053, und Konzert für Oboe, Violino concertato, Violino ripieno, Viola und Continuo c-Moll, rekonstruiert nach BWV 1060.
Einen Höhepunkt fand Rifkins intensive Beschäftigung mit dem Kantatenwerk Bachs im Dezember 2010 in Leuven/Belgien in einer solistischen Aufführung des Weihnachtsoratoriums: Die Kantaten 1 bis 3 erklangen in der Interpretation von Taverner Consort & Players unter Leitung von Andrew Parrott, die Kantaten 4 bis 6 wurden interpretiert von The Bach Ensemble und Joshua Rifkin und zum weiteren Vergleich standen schließlich Sigiswald Kuijken und sein Ensemble La Petite Bande mit den Weihnachtskantaten BWV 122, BWV 57, BWV 97 und BWV 151 auf dem Programm. Infolge des Arnstädter Konzerts von 2009 entstand im Jahr 2011 das Festival Bach:Sommer, das von 2011 bis 2015 jährlich im August in Arnstadt und Wandersleben stattfand, und dessen künstlerische Leitung Rifkin innehatte.
2021 widmete er sich vor allem dem Komponisten Heinrich Schütz, unter anderem mit einem Konzert im Festival Europäische Kirchenmusik Schwäbisch Gmünd, wo er auch mit dem Preis der Europäischen Kirchenmusik ausgezeichnet wurde.
2022 erschien das Schütz-Handbuch im Bärenreiter Verlag Kassel, zu dem Joshua Rifkin das Kapitel „Aufführungspraxis“ beitrug.

### Alte Musik
Den Schwerpunkt seiner Tätigkeit bildet die Alte Musik. Neben seiner Arbeit mit The Bach Ensemble und der gemeinsamen Einspielung von Bachs h-Moll-Messe, Magnificat und zahlreichen Kantaten leitete er von 1992 bis 1997 die jährliche Sommerakademie für Alte Musik in Brixen (Italien). Er führte Monteverdis L’Orfeo am Theater Basel auf; zudem war er mit eigenen Produktionen auf den Tagen Alter Musik in Regensburg. 2001 debütierte er an der Bayerischen Staatsoper in München mit einer neuen Produktion von Purcells Dido and Aeneas und Händels Acis and Galatea. Er hatte die musikalische Leitung der modernen Uraufführung von Alessandro Scarlattis Venere, Amore e Ragione in Chicago; er dirigierte Mozarts Requiem und mehrchörige Psalmenvertonungen von Heinrich Schütz beim Festival Oude Muziek in Utrecht. Weiterhin hatte er Gastauftritte mit dem Ensemble Gradus ad Parnassum Wien, der Schola Cantorum Basiliensis, dem Norsk Barokorkest Oslo und dem Bach Concertino Osaka, mit dem er auch seine Ergänzung der Bach-Kantate BWV 216 eingespielt hat. Mit der Cappella Pratensis setzte Rifkin sich intensiv mit polyphoner Musik der Renaissance auseinander; auch diese Zusammenarbeit mündete in einer CD-Einspielung. In den 1990er Jahren nahm er zudem mit der Cappella Coloniensis, dem Barockorchester des Kölner Westdeutschen Rundfunks, zwei CDs mit Werken von Joseph Haydn und Wolfgang Amadeus Mozart auf.

### Forschungsergebnisse zu Johann Sebastian Bach
Früh begann Rifkin ein intensives Bach-Quellenstudium. Eine seiner ersten Entdeckungen 1975 war, dass die Matthäuspassion nicht, wie bis dahin angenommen wurde, 1729, sondern bereits am Karfreitag 1727 uraufgeführt wurde. Im Jahr 2000 kam Rifkin in einem Aufsatz im Bach-Jahrbuch zu dem Schluss, dass die Kantate Nun ist das Heil und die Kraft (BWV 50), die schon länger Fragen aufwarf, nicht Bach zuzuschreiben ist. 2006 veröffentlichte Rifkin eine Kritische Ausgabe von Bachs h-Moll-Messe im Verlag Breitkopf & Härtel. In die heute weithin bekannte Version der h-Moll-Messe wurden posthum von Bachs Sohn Carl Philipp Emanuel Bach Teile einer Messe von 1733, die erste Version des Kyrie und des Gloria eingearbeitet. In seiner Kritischen Ausgabe veröffentlichte Rifkin erstmals die Version, die sich strikt an Bachs letzte Aufzeichnungen von 1748–1750 hält. 2007 wurde das Werk gemäß Rifkins Neuedition vom Dunedin Consort unter Leitung von John A. Butt auf CD eingespielt.
Grundlegenden Einfluss auf die Bachrezeption nahm Rifkin Anfang der 1980er Jahre mit einem Artikel, in dem er den Nachweis zu führen versuchte, dass Johann Sebastian Bach die Chorpartien seiner Kantaten, Messen, Passionen und Oratorien in der Regel nur mit einem Sänger pro Stimme besetzt habe. Damit brach er radikal mit einer Interpretationstradition, die durch die romantischen Vorstellungen Felix Mendelssohn Bartholdys und das philharmonische Ideal des 19. Jahrhunderts geprägt war. Seine These stieß in der musikalischen Öffentlichkeit zunächst auf Abwehr und Unverständnis. Doch dann nahm sich Andrew Parrott Rifkins Belegen und Argumentation an. Im Jahr 2000 brachte dieser einstige aufführungspraktische Gegner Rifkins sein Werk The Essential Bach Choir heraus, das 2003 unter dem Titel Bachs Chor – Zum neuen Verständnis auch auf Deutsch erschien. In dieser Schrift veröffentlichte Parrott noch einmal Rifkins Aufsatz von 1981, diskutierte akribisch das Pro und Contra seiner Ausführungen und legte alle Quellen offen. Somit standen alle Argumente für die Solistenthese einer breiten Öffentlichkeit zur Verfügung. In den angelsächsischen Ländern, in Frankreich, Belgien und den Niederlanden sind Rifkins und Parrotts Forschungsergebnisse heute weitgehend unstrittig. Im deutschsprachigen Raum stießen die Thesen auf vergleichsweise stärkeren Widerspruch.

### Lehrtätigkeit
Joshua Rifkin hatte Professuren an verschiedenen Universitäten inne, so unter anderem an den Universitäten von Harvard und Yale. Derzeit lehrt er im Fachbereich Renaissance- und Barockmusik der Boston University. Rifkin leitet immer wieder Meisterkurse und Workshops im Rahmen renommierter Musikfestspiele für Alte Musik.

## Auszeichnungen (Auswahl)
- Dr. h. c. der Technischen Universität Dortmund (1999) und der Musikakademie Kraków (2014)
- Lichtenberg-Medaille (2013)
- Preis der Europäischen Kirchenmusik (2020/2021)[7]

## Veröffentlichungen (Auswahl)
- The Chronology of Bach’s Saint Matthew Passion. In: The Musical Quarterly, 61, 1975, S. 360–387; DOI:10.1093/mq/LXI.3.360.
- Bach’s Chorus: A Preliminary Report. In: The Musical Times, 123, 1982, S. 747–754; DOI:10.2307/961592.
  - deutsch: Bachs Chor: Ein vorläufiger Bericht. In: Basler Jahrbuch für Historische Musikpraxis, 9, 1985, S. 141–156; DOI:10.5169/seals-869138.
- Siegesjubel und Satzfehler. Zum Problem von „Nun ist das Heil und die Kraft“ (BWV 50). In: Bach-Jahrbuch, 86, 2000, S. 67–86; DOI:10.13141/bjb.v20001697.
- Bach’s Choral Ideal (= Dortmunder Bach-Forschungen, 5). Klangfarben Musikverlag, Dortmund 2002, ISBN 3-932676-10-6.

## Kompositionen
- Winter piece for piano. 1961.[8]
- Winter piece for violin. 1961, komponiert im Auftrag des Violinisten Paul Zukofsky[8]